# サナーグ州
サナーグ州（サナーグしゅう、ソマリ語: Sanaag アラビア語: سناج）はソマリアの旧行政区画（gobol）のひとつ。ソマリア北部に位置し、アデン湾に面する。州都はエリガボ。人口は54万人（2014年推定）。隣接する旧スール州等と共にSSC地域と呼ばれ、情勢は不安定である。国内最高峰のシンビリス山が州中央にそびえる。

## 略史

ソマリアの勢力図

サナーグはかつてイギリス領ソマリランドと呼ばれ、首都モガディシュなどとは異なる植民地であった。大ソマリア主義によって1960年に東に接していたイタリア領ソマリランドと合併・独立し、ソマリアとなったが中央政府は首都など南部を優遇したため北部からの反発を招いた。そして1980年代後半からソマリア内戦が勃発すると、ソマリア北西部のイサック氏族が1991年にソマリランド共和国の独立を宣言し、その領土は旧イギリス領全域とされた。ソマリランド成立の根拠となったベルベラでの会議に、サナーグ東部に住むダロッド氏族の代表も参加したが、1992年から始まったソマリランド内部の内戦により、ダロッド氏族の多くはソマリランドから離反した。一方、東に隣接する旧バリ州などを実効支配下に置いたプントランドは、民族統一主義（ソマリ族の1氏族であるダロッド）を掲げたため2003年にサナーグのダロッド居住地域に侵攻。ソマリランドが応戦し武力衝突が起こった。この事件以降も度々とソマリランドとプントランドの武力衝突が起こっている。最近では2016年に双方で合わせて5人の死者を出す衝突がサナーグで起きている。サナーグの現地住民は2007年にマーヒルというどちらにも属さない独立地域を宣言したこともあったが、一年後プントランドに吸収された。サナーグでは石油が眠っているとされ、プントランドが石油採掘を試みたことがある。
2017年7月時点では一部を除きソマリランドが実効支配している。またこうした経緯からサナーグは政治的に敏感な地域なため、2018年にサナーグの紛争について報道したジャーナリストがソマリランド警察に逮捕される事件が起きている。

## 隣接州
- バリ州 (ソマリア)
- スール州
- 北部ガルベード州

## 下位区分
サナーグ州は1972年に当時のソマリア大統領バーレにより設置された。内戦中にバーレ大統領により、エリガボ、バハン、エル・アフウェイン、ダハール、ラス・コレーの5つの地区に分けられた。ソマリランド政府はこれにヒンガロール、ダラーウェイン、フィキフリエ、ガラダグ、ヒース、メイトの6地区を足して11地区としたが、2002年に制定された地方行政法Law 23/2002でヒンガロール地区が廃されて10地区となった。
ただし人口が少ない地区は、他の地区の一部とされることもあり、明確ではない。5つの地区（または県、Degmo）があるとされることが多いが、数が異なることがある（国際連合の人道問題調整事務所発行の地図では3つ、ソマリランドによる2014-2016開発プランによれば6つ）。以下の町の所属地区は2016年のソマリランド有権者登録資料による。
- バハン地区（Badhan）
  - バハン（Badhan）
  - エルブー (El Buh)
  - ハダフティモ (Hadaftimo)
  - Haylan
  - ヒンガロール (Hingalol)
  - Laako
  - ミンディガレ (Mindigale)
  - Qombo'ul
- ダハール地区 (Dhahar)
  - ダハール (Dhahar)
  - ブラーン（Buraan）
- エリガボ地区（Erigavo）
  - エリガボ（Erigavo）
  - メイト (Maydh)
  - Armale
  - ダマラ・ハガレ (Damala Hagare)
  - フィキフリエ (Fiqifuliye)
  - Godanod
  - ヒース (Heis)
  - Midhisho
  - ユッベ (Yubbe)
- エル・アフウェイン地区 (El Afweyn)
  - エル・アフウェイン (El Afweyn)
  - ダラーウェイン (Dararweyne)
- ラス・コレー地区 (Las Khorey)
  - ラス・コレー (Las Khorey)
  - エル・アヨ (El Ayo)
  - ハバルシロ (Habar shiro)
- ガラダグ地区(Garadag)[10] ※エル・アフウェイン地区の一部とされることもある。
  - ガラダグ (Garadag)